# 珍娜·凱拉
歐珍娜·"珍娜"·阿芙羅狄蒂·凱拉（英語：Eujenna "Jenna" Afrodite Caira，1989年4月1日—）是一名出生於加拿大安大略省的壘球選手，司職投手，目前效力於國家職業快速壘球聯盟加拿大狂野。她曾隨隊參加2020年夏季奧林匹克運動會壘球比賽，結果獲得銅牌。

## 外部連結
- 官方网站
- 珍娜·凱拉的X（前Twitter）
- 珍娜·凱拉的Instagram帳戶